# Monte Carlo Masters 2015
Il Monte Carlo Masters 2015, per motivi di sponsorizzazione conosciuto anche come Monte Carlo Rolex Masters 2015, è stato un torneo di tennis maschile giocato sulla terra rossa. È stata la 108ª edizione del Monte Carlo Masters, sponsorizzato dalla Rolex, facente parte della categoria ATP World Tour Masters 1000 nell'ambito dell'ATP World Tour 2015. Il torneo si è tenuto al Monte Carlo Country Club di Roquebrune-Cap-Martin in Francia, vicino a Monte Carlo nel Principato di Monaco, dal 12 al 19 aprile 2015.

## Partecipanti

### Teste di serie
| Nazionalità | Giocatore             | Ranking* | Testa di serie |
| ----------- | --------------------- | -------- | -------------- |
| Serbia      | Novak Đoković         | 1        | 1              |
| Svizzera    | Roger Federer         | 2        | 2              |
| Spagna      | Rafael Nadal          | 5        | 3              |
| Canada      | Milos Raonic          | 6        | 4              |
| Spagna      | David Ferrer          | 7        | 5              |
| Rep. Ceca   | Tomáš Berdych         | 8        | 6              |
| Svizzera    | Stan Wawrinka         | 9        | 7              |
| Croazia     | Marin Čilić           | 10       | 8              |
| Bulgaria    | Grigor Dimitrov       | 11       | 9              |
| Francia     | Gilles Simon          | 13       | 10             |
| Francia     | Jo-Wilfried Tsonga    | 14       | 11             |
| Spagna      | Roberto Bautista Agut | 15       | 12             |
| Lettonia    | Ernests Gulbis        | 17       | 13             |
| Stati Uniti | John Isner            | 19       | 14             |
| Spagna      | Tommy Robredo         | 20       | 15             |
| Belgio      | David Goffin          | 21       | 16             |

- Ranking al 6 aprile 2015.

### Altri partecipanti
I seguenti giocatori hanno ricevuto una wild card per il tabellone principale:
- Benjamin Balleret
- Gaël Monfils
- Lucas Pouille
- Michail Južnyj

Il seguente giocatore è entrato nel tabellone principale con il Ranking protetto:
- Florian Mayer

I seguenti giocatori sono passati dalle qualificazioni:

- Norbert Gombos
- Denis Kudla
- Andrej Kuznecov
- Benoît Paire
- Albert Ramos Viñolas
- Édouard Roger-Vasselin
- Diego Schwartzman

I seguenti giocatori sono entrati nel tabellone principale come lucky loser:
- Robin Haase
- Jan-Lennard Struff

## Punti e montepremi
Poiché il Masters di Monte Carlo è un Masters 1000 non obbligatorio ha una speciale regola per il punteggio: pur essendo conteggiato come un torneo 500, i punti sono quelli di un Masters 1000. Il montepremi complessivo è di 3 288 530 €. 
| Torneo    | Torneo              | V       | F       | SF      | QF     | 3T     | 2T     | 1T     | Q  | Q2    | Q1    |
| Singolare | Punti               | 1000    | 600     | 360     | 180    | 90     | 45     | 10     | 25 | 16    | 0     |
| Singolare | Premi in denaro (€) | 628.100 | 308.000 | 155.000 | 78.820 | 40.930 | 21.580 | 11.650 | –  | 2.685 | 1.370 |
| Doppio    | Punti               | 1000    | 600     | 360     | 180    | 90     | –      | 90     | 0  | –     | –     |
| Doppio    | Premi in denaro (€) | 194.500 | 95.230  | 47.770  | 24.520 | 12.670 | 6.690  | –      | –  | –     | –     |

## Campioni

### Singolare
Novak Đoković ha sconfitto in finale  Tomáš Berdych per 7–5, 4–6, 6–3.
- È il cinquantaduesimo titolo in carriera per Đoković, il quarto del 2015.

### Doppio
Bob Bryan /  Mike Bryan hanno sconfitto in finale  Simone Bolelli /  Fabio Fognini per 7–6(3), 6–1.